# Березівка (Довжанський район)
Березі́вка — село в Україні, у Довжанській міській громаді Довжанського району Луганської області. Населення становить 31 особа (за станом на 2001 рік).
Знаходиться на тимчасово окупованій території України.

## Історія
12 червня 2020 року, відповідно до Розпорядження Кабінету Міністрів України № 717-р «Про визначення адміністративних центрів та затвердження територій територіальних громад Луганської області», увійшло до складу Довжанської міської громади.
17 липня 2020 року, в результаті адміністративно-територіальної реформи та ліквідації  колишніх Довжанського (1938—2020) та Сорокинського районів, увійшло до складу новоутвореного Довжанського району.

## Охорона природи
На західній околиці села знаходиться ландшафтний заказник «Нагольний кряж».

## Населення

### Мова
Розподіл населення за рідною мовою за даними перепису 2001 року:
| Мова       | Кількість | Відсоток |
| ---------- | --------- | -------- |
| російська  | 25        | 80.65%   |
| українська | 6         | 19.35%   |
| Усього     | 31        | 100%     |